# Шенфельд, Антон Евгеньевич
Анто́н Евге́ньевич Ше́нфельд (род. 23 июля 1993, Магнитогорск, Челябинская область) — российский хоккеист, нападающий новокузнецкого «Металлурга», выступающего в ВХЛ.

## Клубная карьера
Воспитанник магнитогорского «Металлурга». 4 сентября 2010 года дебютировал в МХЛ в составе команды «Стальные лисы». В своём четвёртом матче в лиге, 13 сентября того же года, отдал 2 голевые передачи, с которых его партнёры (Дмитрий Михайлов и Александр Овсянников) поразили ворота МХК «Газовик», а 25 сентября уже сам с передач Михайлова дважды забил «Ладье». В составе магнитогорской команды в сезоне 2010/11 стал финалистом Кубка Харламова.
6 сентября 2013 года в матче с «Трактором» дебютировал в Континентальной хоккейной лиге за магнитогорский «Металлург».
Сыграв затем ещё в 3 матчах, отправился в клуб Высшей хоккейной лиги «Южный Урал». Впервые сыграл за команду 6 октября в матче регулярного чемпионата против «Сарыарки». 13 октября отдал первую голевую передачу (в матче против ХК «Юность-Минск»), а 2 дня спустя забросил и дебютную шайбу в ворота ТХК.
26 сентября 2013 года в матче против «Трактора» с передач Евгения Григоренко и Владимира Малиновского забросил первую в карьере шайбу в КХЛ. В сезоне 2013/14 в составе «Магнитки» выиграл Кубок Гагарина.
В 2014 году перешёл в «Ладу», сразу став одним из лидеров автозаводцев. Провёл в «Ладе» 3 сезона, в каждом из которых набирал минимум 20 очков.
1 мая 2017 года магнитогорский «Металлург» объявил о возвращении Шенфельда в команду.
18 мая 2018 года подписал контракт с нижегородским «Торпедо» сроком на 2 года.
8 ноября 2021 года «Торпедо» совершило обмен с «Сибирью». В Новосибирск отправился Антон Шенфельд, а в стан «автозаводцев» — Николай Демидов.

## Достижения
«Стальные лисы»
- Серебряный призёр МХЛ: 2011
- Бронзовый призёр МХЛ: 2012

«Металлург (Магнитогорск)»
- Обладатель Кубка Гагарина: 2014

## Статистика
| Легенда | Легенда                    | Легенда | Легенда                   | Легенда | Легенда    |
| ------- | -------------------------- | ------- | ------------------------- | ------- | ---------- |
| И       | Количество проведённых игр | Штр     | Штрафное время            | +/−     | Плюс-минус |
| Г       | Голы                       | П       | Голевые передачи          | О       | Очки       |
| -       | Статистика неизвестна      | —       | Статистика не учитывалась |         |            |